# Мемот
Мемот — округ в провинции Кампонгтям, на юго востоке Камбоджи.
Столица — город Мемот, расположенный в 80 километрах к востоку от Кампонгтяма и в 80 километрах от вьетнамского города Тайнинь.

## География
Мемот является самым восточным районом в провинции Кампонгтям и граничит с Вьетнамом.

## Административное деление
Губернатором округа является господин Са Чек Ом. В состав округа входит 14 коммун и 175 деревень.
| Коммуна        | Деревня |
| -------------- | --- |
| Чан Мул        | Сра Ta Нонг Леч, Сра Ta Нонг Кут, Тлок, Сэм, Чан Мул, Ta Кув, Пим, Кор, Калу, Кантраая, Хлонг Тбонг, Ампол                                                                                                   |
| Чом (коммуна)  | Нгив, Лич Кром, Лич Лу, Бонг Чронг, Чом Ампил, Чом, Чунг, Монг, Поплом, Струнг Ангкам |
| Чом Кравин     | Кравин Том, Кравин Чунг, Дунг, Сатум, Тма Ta Дук, Кбал Слинг, Кмо, Мрон, Тма Да, Дангхет, Кмо, Прей, Бангхар Хус, Робанг Чро, Чи Плок, Чри Лунг, Кчи                                                         |
| Чом Та Мау     | Ta Му Кханг Чунг, Чом Ta Mу, Чумнум Пол, Сампо Лун, Тул Крус, Тнал Кинг, Ангкам, Кантут, Тма Тутинг, Сра Та Пич, Кун Крапу, Бос Та Ом, Тми, Лам Бор                                                          |
| Дар (коммуна)  | Дар Кандул, Дар Лич, Прампир Микакра, Спин, Дар Фса, Сра Чим, Мик Пук, Дар Тбунг, Дар Кандал, Трик, Чхнгар Чунг, Самрунг Чунг, Дар Чунг, Бенг, Чамкар Ко, Чхнгар Кхо, Саланг Ти Му, Саланг Ти Пир, Канг Кенг |
| Кампон         | Лу, Кампин, Тук Там, Сра Су Тми, Сра Су Чмес, Сра Кандал, Хлунг Май, Хлунг Пир, Хлунг Би |
| Мемонг         | Мемонг, Шангкай Чес, Сангкми Тми, Пук, Чим Кунг, Трик, Каббас, Чич, Самбур |
| Мемот          | Трапанг Ринг, Мук Крас, Чхнга Сала , Чи Пи, Сангком Мин Чи Тмей, Чом Майор, Нанг Крапу, Мемот Кандал, Масин Тук, Тбонг Вут, Мемот Фса, Трабак, Сангком Мин Чи, Чхнгар Кут, Мемот Тми                         |
| Ранг (коммуна) | Ранг, Трапунг Русси, Бенг, Чом Тук, Тун, Андунг Та Чу, Масин, Бос, Дунг, Сути, Дун Ротх Ти Му, Чамбак, Дун Род Ти Пир                                                                                        |
| Рамчек         | Румчек, Чху Кхлом, Кпоб, Тма Даб, Кампи, Пнов, Сра Понгро, Кхли, Кантут |
| Трамунг        | У Кхлот, Траманг Лу, Траманг, Чом Трик, Андунг Тма Лу, Андунг Тма Кром, Рунг Чак Ска, Траминг Кром, Дунг, Чом Трав, Чук, Нгу Тми, Нгу Тум, Трапанг Нгу, Чри, Рунг Чак Леч, Рунг Чат Кут, Дунг, Самбур, Кро   |
| Тонлунг        | Кдол Лу, Кдол Крум, Кдол Фса, Чангкум Tи Му, Чангкум Кандал, Спин Чангкум, Ко Тма, Сла Фнам, Мкао, Бенг Конг, Понг Тук, Лви Лу                                                                               |
| Трик           | Дак Пор, Бангков, Прей, Кхли, Ромис Чул, Прих Понли, Самронг Тбунг |
| Кокир          | Прик Пуй, Кнгок, Сра Пул, Тул Тма, Кокир Чунг, Кокир Тбунг Саланг Бей, Чамкар Тмей |